# Лобанов, Борис Мефодьевич
Бори́с Мефодьевич Лоба́нов (род. 18 июля 1938) — советский и белорусский учёный в области технической кибернетики. Разработал теоретические основы и методы анализа, синтеза и распознавания речи. Разработал первые в СССР устройства для синтеза русской и белорусской речи. Автор более 300 научных работ по проблемам анализа, распознавания и синтеза речи. Автор трёх глав первого справочника по искусственному интеллекту, изданного в СССР, посвящённых системам речевого общения. Совершил ряд изобретений в данной сфере.

## Биография
Борис Мефодьевич Лобанов родился 18 июля 1938 года в городе Прокопьевск (на территории современной Кемеровской области). В 1948 году семья переехала в Минск на постоянное место жительства.

### Учёба и начало научных исследований
Уже в школе Борис Лобанов увлекся конструированием радиоаппаратуры: в 6-м классе построил свой первый детекторный радиоприемник, в 8-м — ламповый, а в 10-м сконструировал собственную УКВ-радиостанцию. В 1955 году окончил среднюю школу № 13 города Минска и окончательно определился в выборе своей будущей специальности.
В это время в Минске не существовало вуза подходящего профиля, и Борис Лобанов поступил на отделение «Радиосвязь и радиовещание» Минского электротехникума связи. В техникуме он продолжал оставаться радиолюбителем, организовал первые Республиканские радиосоревнования по «охоте на лис», получил первый разряд по радиоспорту и удостоверение радионаблюдателя за сигналами первого спутника Земли.
После окончания техникума в 1958 году Борис Лобанов получил диплом с отличием, но вместо продолжения учебы в вузе был призван на срочную службу в Советскую армию в должности старшего радиомастера (Петрозаводск). Уже в 1959 году, имея достаточную специальную подготовку и хорошо оборудованную приборами радиомастерскую, Борис Лобанов занялся исследованием речи, изучая его с помощью микрофона и осциллографа. В то же время он вступил в переписку с известным учёным, профессором Л. А. Чистович, от которой получил ряд ценных советов по проведению исследований речи. Сохранилась документальная запись в дневнике Лобанова, датированная 25 октября 1959 года: «Фонемофон ведет к фонемографу». Из этой записи видно, что уже тогда Борис Лобанов осознал и определил генеральную стратегию своих будущих речевых исследований: «К распознаванию речи через синтез», которой неизменно придерживался всю дальнейшую научную деятельность.
После окончания службы в армии в 1961 году Борис Лобанов поступил в Минский радиотехнический институт (МРТИ) на специальность «Радиотехника» и уже на первом курсе стал председателем студенческого научного общества института, в рамках которого вместе с группой студентов начал разработку анализатора речевых сигналов. В 1965 году, будучи студентом четвертого курса, Лобанов опубликовал свои первые четыре научные работы по анализу речевых сигналов, которые были засчитаны как дипломный проект, что позволило ему закончить институт досрочно. Предложенный в этих работах метод улучшения основных параметров параллельного спектрального анализа эффективно использовался затем при разработке систем распознавания речи.
Закончив в 1965 году МРТИ, Борис Лобанов поступил в аспирантуру института и продолжил работать над задачами первичного анализа речевых сигналов для систем распознавания и синтеза речи. В 1968 году он окончил аспирантуру и защитил кандидатскую диссертацию по теме «Некоторые вопросы анализа речевых сигналов».

### Научная деятельность в 60-е и 70-е годы
Ещё обучаясь в аспирантуре, в 1966 году Б. М. Лобанов организовал хозрасчетную научную лабораторию анализа и синтеза речевых сигналов при кафедре радиоприемных устройств МРТИ, многие из сотрудников которой еще длительное время продолжали заниматься речевыми исследованиями. В лаборатории под руководством Лобанова впервые в СССР были сконструированы спектроанализатор для речевых исследований «Спектр-1» и прибор для интонографических исследований речи «Интонограф». В это же время в лаборатории проводились исследования методов автоматического выделения фонетических признаков звуков речи, например таких, как «шумный», «звонкий», «гласный», «взрывной». На их основе впервые в СССР было разработано устройство распознавания речевых команд «Сезам-1», отмеченное серебряной медалью ВДНХ СССР.
Во второй половине 1960-х годов Б. М. Лобанов принял участие в решении фундаментальной проблемы распознавания речи, связанной с нелинейными искажениями временной оси в процессе произнесения звуков речи. Такого рода искажения создавали существенные трудности при сопоставлении произносимых слов с их эталонами в процессе распознавания речи. В 1968 году независимо и практически одновременно Г. С. Слуцкер (Московский государственный научно-исследовательский институт радио) и Т. К. Винцюк (Институт кибернетики АН УССР) для решения данной проблемы предложили воспользоваться методом динамического программирования (ДП-методом). В 1969 году Б. М. Лобанов в соавторстве с Г. С. Слуцкером опубликовал статью, в которой было дано дальнейшее развитие ДП-метода для исключительно важного практического случая, когда границы распознаваемого слова неизвестны, то есть для решения задачи обнаружения и распознавания звукосочетаний в непрерывном речевом сигнале. ДП-метод получил в дальнейшем широкое признание зарубежных исследователей.
На следующий год после успешной защиты диссертации, в ноябре 1969 года Б. М. Лобанов был направлен на научную стажировку сроком на 10 месяцев в Великобританию. Стажировку по проблемам анализа речевых сигналов Б. М. Лобанов проходил под руководством профессора К. Чери в Имперском колледже науки и технологии (Лондон), а по проблемам синтеза речи — под руководством профессора Р. Лоренца в Эдинбургском университете.
После прохождения стажировки в Великобритании основным направлением научной работы Б. М. Лобанова стала разработка методов и устройств синтеза речи по тексту. Еще во время стажировки в Эдинбургском университете им были проведены успешные эксперименты по синтезу звуков русской речи, позволившие заложить основы формантного синтеза речи по фонемному тексту. В результате уже в 1972 году под руководством Б. М. Лобанова был разработан первый в СССР синтезатор русской речи «Фонемофон-1», отмеченный двумя медалями ВДНХ СССР. «Фонемофон» был способен не только синтезировать русскую речь, но и читать введённый текст на нескольких иностранных языках, а также синтезировать пение.
В 1973 году Б. М. Лобанову присвоено звание «старший научный сотрудник». В связи с открывающимися перспективами внедрения речевых технологий в отрасли «Связь» на работы Б. М. Лобанова по синтезу русской речи обратило внимание руководство Московского отделения Центрального научно-исследовательского института связи (ЦНИИС). В результате в 1974 году на базе Минского отдела ЦНИИС была открыта Лаборатория речевых систем, руководителем которой Б. М. Лобанов оставался последующие 15 лет. Основным направлением работ лаборатории являлось развитие методов и создание систем автоматического распознавания и синтеза речи, ориентированных на их практическое использование в отрасли «Связь».
Наряду с практической деятельностью по созданию речевых диалоговых систем Б. М. Лобанов уделял большое внимание научно-организационной работе. В 1976 году он организовал и провел в Минске Всесоюзную школу-семинар «Автоматическое распознавание слуховых образов» (АРСО), на которой присутствовало более 200 участников из 75 различных научных организаций СССР. Школа-семинар АРСО проводилась регулярно (каждые два года) до 1991 года, а Б. М. Лобанов с 1976 года входил в постоянно действующий программный комитет АРСО. На семинаре участникам АРСО в Минске был впервые продемонстрирован прототип телефонной справочной системы с синтезированным речевым ответом.
В 1978 году Лобанов по приглашению французских ученых был направлен в двухмесячную командировку во Францию для научной работы и ознакомления с работой ведущих научных центров речевых исследований: университетов в Париже, Нанси и Экс-ан-Провансе, а также речевых лабораторий в Тулузе, Гренобле, Орсее и Ланионе. В период пребывания во Франции Лобанов принял участие в конференции по речевой связи и был принят в члены Акустического общества франкоязычных стран.
В 1979 году Б. М. Лобанов представлял на Всемирной выставке «Телеком-79» в Женеве новую модель синтезатора речи — «Фонемофон-3», отмеченную дипломом выставки. Известный фантаст Артур Кларк, посетив павильон СССР и ознакомившись с синтезатором речи, записал в книгу отзывов: «Вы предвосхитили мои фантазии из фильма „Космическая одиссея 2001 года“», а швейцарская газета «Обозреватель» опубликовала статью: «Теперь русские изучают иностранные языки с помощью компьютера, который говорит». За комплекс работ по созданию синтезаторов речи в 1981 году Лобанову присвоено звание «Почетный радист СССР».

### Научная деятельность в 80-е годы
В начале 1980-х годов Б. М. Лобанов начал развивать предложенный им метод артикуляторно-формантного синтеза речи по тексту, который был положен в основу нового поколения синтезаторов речи. В 1983 году Б. М. Лобанов в соавторстве с В. Я. Кучеровым издал книгу «Синтезированная речь в системах массового обслуживания».
К началу 1984 года Лобанов создал окончательную формулировку и осуществил теоретическую и экспериментальную разработку единого лингвоакустического подхода к решению проблемы синтеза речи по тексту. Разработанные методы и алгоритмы их реализации легли в основу докторской диссертации «Исследование и разработка методов автоматического синтеза речи по фонемному тексту», которую Лобанов успешно защитил в 1984 году в Институте электроники и вычислительной техники Академии наук Латвийской ССР в Риге. Позднее полученные теоретические и экспериментальные результаты были адаптированы для систем синтеза речи на других европейских языках. В частности, к 1987 году была разработана англоязычная версия синтезатора, демонстрировавшаяся на Всемирном конгрессе фонетических наук и получившая высокую оценку англоязычных специалистов.
На 1980-е годы приходится период создания первых промышленных систем синтеза и распознавания речи и их широкого внедрения в отрасли «Связь» СССР при непосредственном участии Б. М. Лобанова и его коллег — Б. В. Панченко, Н. П. Дегтярёва, В. П. Афанасьева. В Калининградском ПО «Кварц» была проведена опытно-конструкторская разработка с последующим серийным производством речевого терминала «Марс-1», включающего подсистемы распознавания речи «Сезам» и синтеза речи «Фонемофон». На базе речевого терминала «Марс-1» была разработана система автоматического информирования абонентов междугородной телефонной сети (АИАМТС) о задолженности за переговоры. Система АИАМТС была успешно внедрена и длительное время эксплуатировалась в ряде крупных городов: Минске, Новосибирске, Алма-Ате, Фрунзе, Петропавловске-Камчатском. Другая система — система контроля за параметрами аппаратуры телефонных и радиостанций с оперативным оповещением дежурного персонала о возникших неполадках — была внедрена на Минской, Московской и Зеленоградской АТС, а также на Белорусской республиканской радиоретрансляционной станции РТС-5.

### Лаборатория распознавания и синтеза речи
В 1988 году Б. М. Лобанов поступил на работу в Институт технической кибернетики АН БССР по приглашению директора института В. С. Танаева и возглавил вновь созданную Лабораторию распознавания и синтеза речи. Переход Б. М. Лобанова в Институт технической кибернетики совпал по времени с появлением первых персональных компьютеров (ПК) и в планах работ лаборатории появилась тематика, связанная с оснащением ПК системами речевого ввода-вывода информации. Формантный метод, который долгое время играл ключевую роль в системах синтеза речи по тексту, не подходил для этой цели из-за необходимости большого объема вычислений в реальном времени. В 1989 году Б. М. Лобановым был предложен новый микроволновой метод (МВ-метод) синтеза речевых сигналов, в котором вместо вычислений формантных колебаний использовался подготовленный заранее набор микроволн естественного речевого сигнала. Под руководством Б. М. Лобанова МВ-метод был реализован сотрудником лаборатории А. Н. Ивановым в синтезаторе «Фонемофон-5». Компактность его программного обеспечения (всего 64 Кб) позволила оснастить синтезом речи уже первые IBM PC/XT и даже отечественные ПК ЕС-1840. Синтезатор речи был востребован во многих практических приложениях незрячими пользователями. В дальнейшем на основе МВ-метода были разработаны версии для чешского и польского языков, а также автономный одноплатный модуль синтеза речи, украинскоязычная версия которого некоторое время работала на линии киевского метро.

## Учёные степениизвания
- 13 сентября 1968 года решением Государственного НИИ радио присвоена учёная степень кандидата технических наук по специальности «Радиотехника и связь».
- 3 октября 1973 года решением Высшей аттестационной комиссии утверждён в учёном звании старшего научного сотрудника по специальности «Радиоприёмные устройства».
- 26 апреля 1985 года решением Высшей аттестационной комиссии при Совете министров СССР присвоена учёная степень доктора технических наук по специальности «Техническая кибернетика и теория информации».
- 19 января 1995 года избран действительным членом (академиком) Международной академии информационных процессов и технологий.

## Основные публикации

### Монографии
- Лобанов, Б.М., Кучеров В.Я. Синтезированная речь в системах массового обслуживания. — Москва: Радио и связь, 1983. — 129 с.
- Лобанов, Б.М., Цирульник Л.И. Компьютерный синтез и клонирование речи. — Минск: Белорусская наука, 2008. — 344 с. — 200 экз. — ISBN 978-985-08-0922-3.

### Диссертации
- Кандидатская (1968): «Некоторые вопросы анализа речевых сигналов» по специальности «Радиотехника и связь». Количество страниц: 150.
- Докторская (1984): «Исследование и разработка методов автоматического синтеза речи по фонемному тексту» по специальности «Техническая кибернетика и теория информации». Количество страниц: 340.[21]

### Некоторые статьи в журналах и материалах конференций
- Лобанов, Б. М. Автоматическое распознавание звукосочетаний в текущем речевом сигнале / Б. М. Лобанов, Г. С. Слуцкер, А. П. Тизик // Труды НИИР. — 1969. — № 4. — C. 67-74.
- Лобанов, Б. М. Об автоматическом выделении шумных звуков методом фазовой плоскости / Б. М. Лобанов // Акустический журнал. — М., 1970. — Вып. 3. — С. 24-31.
- Lobanov, B. Classification of Russian Vowels Spoken by Different Speakers // Journal of the Acoustical Society of America. — 1971. — Vol. 2, № 4 (2). — P. 606—608.
- Lobanov, B. The Phonemophon Text-to-Speech System // Proceedings of the XI-th International Congress of Phonetic Sciences ICPhS’87. — Tallinn, 1987. — P. 120—124.
- Lobanov, B. TTS-Synthesizer as a Computer Means for Personal Voice Cloning // Phonetics and its Applications. — Stuttgart: Steiner. — 2002. — P. 445—452.
- Lobanov, B. A Prototype of the Software System for Study, Training and Analysis of Speech Intonation / B. Lobanov, V. Zhitko, V. Zahariev // Speech and Computer: 20th International Conference, SPECOM 2018, Leipzig, Germany, September 18-22, 2018, Proceedings. — Springer, 2018. — P. 337—346.